# Hans Schürff
Hans Schürff (12. května 1875 Mödling – 27. března 1939 Vídeň) byl rakouský právník a politik, na počátku 20. století poslanec Říšské rady, v poválečném období poslanec rakouské Národní rady, dlouholetý ministr obchodu a dopravy Rakouska a ministr spravedlnosti Rakouska.

## Biografie

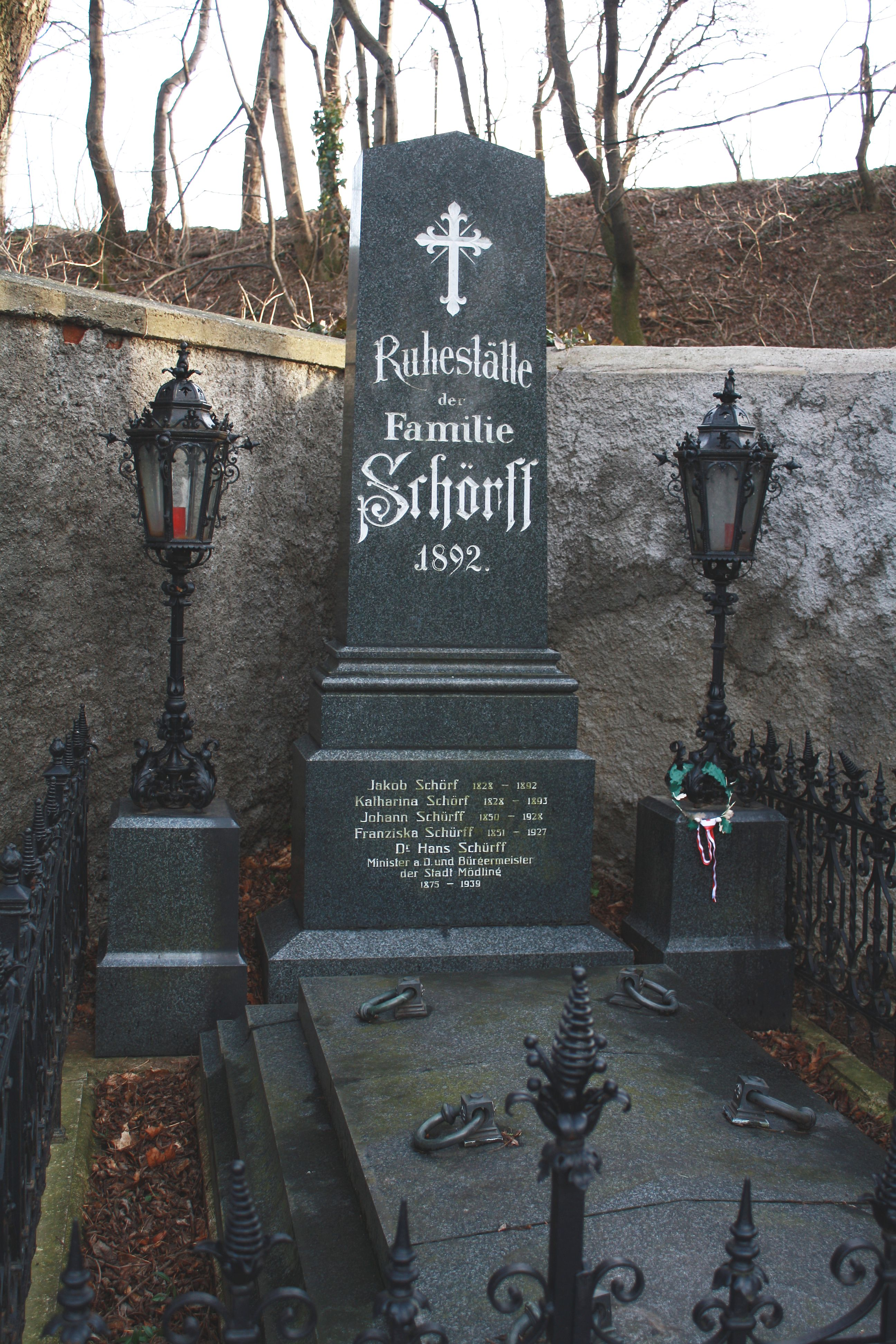
Rodinný hrob na hřbitově v Mödlingu

Byl synem majitele realit a povoznictví. Vychodil národní školu a střední školu ve Freistadtu. Studoval obchodní akademii ve Vídni, v roce 1896 nastoupil jako jednoroční dobrovolník do armády, byl ovšem propuštěn ze zdravotních důvodů. Absolvoval práva na Vídeňské univerzitě, kde studoval s přestávkami od roku 1897 a kde získal roku 1907 titul doktora práv. Působil jako prokurista ve firmě svého otce, v pozdější době vedení cihelny. Angažoval se politice jako člen Německé pokrokové strany. Byl náměstkem předsedy Svazu Němců v Dolních Rakousích založeného roku 1903. V letech 1908–1911 působil v redakci tiskového orgánu tohoto svazu Zeitweiser, který prosazoval zachování německého charakteru této korunní země a vystupoval proti českojazyčné menšině ve Vídni a Dolních Rakousích. V roce 1918 zasedl v provizorním Dolnorakouském zemském sněmu.
Na počátku 20. století se zapojil i do celostátní politiky. Ve volbách do Říšské rady roku 1911 získal mandát v Říšské radě (celostátní zákonodárný sbor) za obvod Dolní Rakousy 39. Usedl do poslanecké frakce Německý národní svaz, do které se sloučily německé konzervativně-liberální a nacionální politické proudy. Ve vídeňském parlamentu setrval až do zániku monarchie. K roku 1911 se profesně uvádí jako soukromý úředník.
Za války sloužil od roku 1915 v armádě na italské a ruské frontě a dosáhl hodnosti poručíka. V roce 1917 se v parlamentu dotazoval na českou loajalitu vůči státu a obsah projevu následujícího roku vydal jako samostatný, protičesky orientovaný spis.
V letech 1918–1919 zasedal jako poslanec Provizorního národního shromáždění Německého Rakouska (Provisorische Nationalversammlung), nyní za Německou nacionální stranu (DnP). Od 4. března 1919 do 9. listopadu 1920 byl poslancem Ústavodárného národního shromáždění Rakouska. Od 10. listopadu 1920 do 1. října 1930 a znovu od 2. prosince 1930 do 2. května 1934 zasedal coby poslanec rakouské Národní rady. V letech 1919–1930 byl v parlamentu zástupcem Velkoněmecké lidové strany (GDVP). Od roku 1930 pak byl poslancem formace Nationaler Wirtschaftsblock. Zastával i významné vládní funkce. Od 17. dubna 1923 do 26. září 1929 byl ministrem obchodu a dopravy Rakouska. Ve funkci se zaměřil na podporu cestovního ruchu, reorganizaci železnic a uzavření obchodních smluv s nástupnickými státy zaniklého Rakouska-Uherska. V polovině 20. let čelil skandálu okolo Postsparkasse. Propagoval sbližování Rakouska s Německem a podporoval vytvoření jednotného hospodářského prostoru mezi oběma státy. Od 4. prosince 1930 do 30. května 1931 a opět od 20. června 1931 do 29. ledna 1932 ministrem spravedlnosti Rakouska. I v této funkci podporoval proněmeckou orientaci a sbližování právních řádů Rakouska a Německa.
V období let 1929–1930 a opět 1932–1934 zastával úřad starosty Mödlingu. Funkci vykonával v hospodářsky složitém krizovém období. Snažil se o sanaci obecních financí a spolupracoval na komunální úrovni s představiteli nacistů. Od roku 1930 do roku 1931 byl předsedou Velkoněmecké lidové strany.
Po převratu roku 1934 se stáhl do soukromého života. Zastával funkce ve správních radách některých podniků. V roce 1938 podpořil anšlus Rakouska.